# 新米記者トロッ子 私がやらねば誰がやる!
『新米記者トロッ子 私がやらねば誰がやる!』（しんまいきしゃトロッこ わたしがやらねばだれがやる）は、2024年8月9日に公開された日本映画。監督は小林啓一、主演は本作が映画初出演・初主演となる藤吉夏鈴（櫻坂46）。
文学オタクの高校1年生の女子が新聞部の新米記者「トロッ子」として活動するうちに学園の大きな闇にぶつかり、正義とは何か、善悪とは何かに迫っていく、社会派青春エンタテインメント。
日本大学芸術学部映画学科に在籍中だった宮川彰太郎が授業の課題で制作した企画書の原案が、同学部の非常勤講師で『アルプススタンドのはしの方』などを手掛けたプロデューサー・直井卓俊の目に留まったことがきっかけとなって映画化された。

## あらすじ
文学オタクの高校1年生・所結衣の憧れの作家は「緑町このは」である。結衣は「このは」が在籍しているという私立の名門・櫻葉学園高校に入学して、文芸部に入部を希望する。しかし、入部テストの最中に新聞部の偵察ドローンが結衣の頭に衝突して失神し、入部は見送られてしまう。
その上、「このは」が正体不明の存在だと聞かされてしまうが、文芸部長の西園寺茉莉からは「このは」の正体を突き止めることができたら入部を認めると言われる。
結衣はやむなく情報を持っているという新聞部に潜入することになる。新聞部では部長の杉原かさねと副部長の恩田春菜らに振り回されながらも、結衣は新米記者・トロッ子として活動していき、次第に新聞と記者の魅力に惹かれていく。そんな中、「緑町このは」という存在に隠された学園の大きな闇が少しずつ現れ出してくる。

## キャスト

### 主要人物
所結衣（ところ ゆい）
演 - 藤吉夏鈴（櫻坂46）
櫻葉学園高校1年生。文学オタク。なりゆきで新聞部に潜入し、新米記者・トロッ子として活動するうちに新聞と記者の魅力に惹かれていく。
杉原かさね（すぎはら かさね）
演 - 髙石あかり
櫻葉学園高校2年生。学園非公認である新聞部の部長。情熱的で猪突猛進型、何にも囚われず探究心のためなら何でもするような女子。
型破りな取材を続けて結衣を振り回しながらも、彼女に記者のノウハウを教え込む。
西園寺茉莉（さいおんじ まり）
演 - 久間田琳加
櫻葉学園高校2年生。学園の花形である文芸部の部長。高飛車でボスのような女子。いつも小説のコンクールで最優秀賞を受賞している。
恩田春菜（おんだ はるな）
演 - 中井友望
櫻葉学園高校2年生。新聞部の副部長。かさねの強引な取材方法に振り回される結衣をいつも気にかけている。

### 私立櫻葉学園高校
松山秋（まつやま あき）
演 - 綱啓永
3年生。西園寺の同級生で元文芸部。西園寺に自作小説を取られてしまい、現在は不登校となっている。結衣と協力し、学園の闇に迫る。
沼原栄作（ぬまはら えいさく）
演 - 髙嶋政宏
理事長。学園の不祥事を暴こうとする新聞部を疎ましく思っている。
片岡姫香（かたおか ひめか）
演 - 外原寧々
2年生。文芸部の副部長。部長の西園寺に憧れている。
田島（たじま）
演 - ゆうたろう
2年生。ドローンの操作を得意とし、新聞部に協力する。
山内（やまうち）
演 - 筧美和子
女性教師。草間からセクハラ被害を受けており、そのことを新聞部に相談したことがきっかけで協力関係となっている。
ミクル
演 - 八木響生
文芸部の新入部員。ステージで自作を朗読する。
草間
演 - 長田拓郎
体育教師。サッカー部顧問。山内にセクハラをする。
国分
演 - 中山求一郎
教師。元教え子と不適切な交際をしている。
森永
演 - 愛下哲平
教師。小テスト中にアプリで違法賭博をする。
重岡
演 - 麻木貴仁
校長。
事務員
演 - 宇乃うめの
生徒
演 - 前田青紀、瀬谷直矢
男子生徒。
沼原の秘書
演 - 上甲裕依

### 全国高校文芸コンクール関係者
野口杉夫
演 - 山口森広
小説家。文芸コンクールの審査委員。
隅田尚子
演 - 澁澤真美
コラムニスト。文芸コンクールの審査委員。
渡辺一徹
演 - 有山尚宏
文芸評論家。文芸コンクールの審査委員。
コンクールの司会者
演 - 岸田百波
文芸コンクール授賞式の司会者。

### その他
山本（やまもと）
演 - 石倉三郎
新聞部の部室のオーナー。廃業したやまもと印刷所の社屋を部室として貸し、かさねの依頼で新聞部の発行する新聞を印刷している。
前島勝美
演 - 戸田恵子（声）
伝説の記者。かさねが心酔し、著書『前島勝美、我が記者人生』はかさねのバイブルとなっている。
居酒屋の店員
演 - 五十嵐諒
国分の交際相手
演 - 雫瀬永紡
国分の元教え子。
ビストロ沼原の店員
演 - 柿森まなみ
新聞社の面接官
演 - 渡辺慎一郎
報斗新聞社の面接試験を受ける結衣の面接官。
報斗新聞社の記者
演 - 山本宗介
記者となったかさねの先輩記者。

## スタッフ
- 監督 - 小林啓一
- 脚本 - 大野大輔[14]
- 原案 - 宮川彰太郎[14]
- 音楽・主題歌 - クレナズム「リベリオン」（MMM RECORDS / RED）[15]
- 製作 - 金子保之、直井卓俊、川村岬、久保和明、柳裕淳、加瀬林亮[2][16]
- エグゼクティブプロデューサー - 佐藤現[14]
- プロデューサー - 久保和明、浅木大、松嶋翔[14]
- 企画 - 直井卓俊[14]
- 撮影・照明 - 野村昌平[2][16]
- 録音 - 日高成幸[2][16]
- 美術 - 竹渕絢子[2][16]
- 編集 - 田村宗大[2][16]
- VFXスーパーバイザー - 桑本祥一[2][16]
- スタイリスト - 阿部公美[2][16]
- ヘアメイク - 夏海[2][16]
- スケジュール - 伊藤一平[2][16]
- 助監督 - 山口雄也[2][16]
- 制作担当 - 三谷奏[2][16]
- キャスティング - 伊藤尚哉[2][16]
- サウンドデザイン - 山本タカアキ[2][16]
- スチール - 柴崎まどか[2][16]
- 宣伝プロデューサー - 山澤立樹[16]
- 宣伝デザイン - 寺澤圭太郎[2][16]
- 特別協力 - 東日印刷
- 助成：文化庁文化芸術振興費補助金（映画創造活動支援事業）独立行政法人日本芸術文化振興会
- 制作プロダクション - レオーネ[14]
- 制作協力 - NeedyGreedy[16]
- 配給・宣伝 - 東映ビデオ、SPOTTED PRODUCTIONS[14]
- 製作幹事 - 東映ビデオ[14]
- 製作 -「新米記者トロッ子 私がやらねば誰がやる!」製作委員会（東映ビデオ、SPOTTED PRODUCTIONS、ねこじゃらし、レオーネ、銀星会館、BBB）[12]

## 主なロケ地
埼玉県新座市
- 跡見学園女子大学新座キャンパス… 結衣たちの通う櫻葉学園高校として撮影された。

埼玉県入間市
- 旧石川組製糸西洋館… 櫻葉学園高校の理事長室として撮影された。

千葉県柏市
- 柏の葉アクアテラス…「アクアパーク」として、結衣が新聞部を見つけるためにQRコードを読み取ろうとする場面、茉莉やかさねを呼び出して話をする場面などが撮影された。

東京都北区
- 女子聖学院中学校・高等学校… 全国高校文芸コンクールの表彰式会場として撮影された。

東京都文京区
- 中山紙工株式会社…「やまもと印刷」として撮影された。店主の山さんに協力してもらい、新聞部の部室となっている。